# Hledání (seriál)
Hledání (v anglickém originále Looking) je americký komediálně dramatický televizní seriál z roku 2014, jehož tvůrcem je Michael Lannan. Sleduje příběhy několika gayů-třicátníků žijících v San Francisku. První osmidílnou řadu začala vysílat televizní stanice HBO od 19. ledna 2014 a druhou řadu o rok později, od 11. ledna 2015.
K prodloužení seriálu se společnost rozhodla mimo jiné kvůli jeho důležitému příspěvku ke společenské rozpravě, ačkoli premiérová sledovanost jen ojediněle překonala půl milionu diváků. Průměrná sledovanost druhé řady nepřesáhla čtvrt milionu, a proto HBO v březnu 2015 oznámila jeho ukončení; ohlásila však doplnění závěrečného speciálního dílu, který by jej dějově uzavřel. Fanoušci seriálu uspořádali petici na podporu jeho třetí řady, která během dvou týdnů získala na 60 tisíc podpisů. Média citovala představitele jednoho z hlavních hrdinů Frankieho Alvareze, který uvedl, že by se dvouhodinový film měl natáčet na podzim 2015. Snímek, pojmenovaný jednoduše Looking: The Movie, byl promítán 2. června 2016 na filmovém festivalu Frameline premiérové uvedení na HBO bylo ohlášeno na 23. července 2016.

## Postavy a obsazení

### Hlavní role
| Jonathan Groff     | Patrick „Paddy“ Murray, 29letý vývojář videoher ve společnosti MDG (Most Dangerous Games) |
| Frankie J. Alvarez | Agustín Lanuez, 31letý umělec                                                             |
| Murray Bartlett    | Dom Basaluzzo, 39letý someliér a restauratér                                              |
| Raúl Castillo      | Ricardo „Richie“ Donado Ventura, kadeřník a v 1. řadě Patrickův milenec                   |
| Russell Tovey      | Kevin Matheson, Patrickův nový šéf (od 3. dílu) a v 2. řadě jeho milenec                  |
| Lauren Weedmanová  | Doris, ošetřovatelka, Domova kamarádka a bývalá partnerka                                 |

### Vedlejší role
| O.T. Fagbenle     | Frank, v 1. řadě Agustínův partner                            |
| Andrew Law        | Owen, Patrickův spolupracovník, grafik videoher               |
| Scott Bakula      | Lynn, majitel květinářství (od 3. dílu)                       |
| Ptolemy Slocum    | Hugo, Domův spolupracovník, barman (v 1. řadě)                |
| Joseph Williamson | Jon, Kevinův původní partner, sportovní masér                 |
| Daniel Franzese   | Eddie, Agustínův milenec, HIV pozitivní aktivista (v 2. řadě) |
| Bashir Salahuddin | Malik, Dorisin přítel (v 2. řadě)                             |

### Epizodní role

#### Od 1. řady
| Jason Ralph             | Jason, Patrickův expřítel (1. díl)                             |
| Derek Ray               | Ethan, Domův expřítel (1. a 2. díl)                            |
| Tanner Cohen            | Scotty, Agustínův asistent (1. a 10. díl)                      |
| Ann Magnusonová         | Stina, umělkyně, Agustínova zaměstnavatelka (1. a 3. díl)      |
| Matt Wilkas             | Benjamin, Patrickovo rande (1. díl)                            |
| John Roibinson          | Liam, číšník, Domův spolupracovník (1. díl)                    |
| Brian Dawson            | Gabe (1. díl)                                                  |
| Joseph Schneider        | mladý finančnický týpek (1. díl)                               |
| Damon Sperber           | muž v lese z úvodní scény (1. díl)                             |
| Sebastian Keys          | striptér na Jasonově rozlučce (1. díl)                         |
| Andrew Keenan-Bolger    | Alex, Domův kluk na jednu noc (2. díl)                         |
| T.J. Linnard            | CJ, prostitut (3., 4. a 6. díl)                                |
| Dilani D'Lo Srijaerajah | Taj, Domova známá kuchařka (3., 7. a 8. díl)                   |
| Edward Michael          | muž v sauně (3. díl)                                           |
| Charles Johnson         | George Fisher, spolumajitel Lynnova květinářství (4. díl)      |
| Honey Mahogany          | drag queen, hraje sama sebe (4. díl)                           |
| Jesse Hewit             | Jesse, Frankův kamarád (4. díl)                                |
| Christabel Savalasová   | Señora Christina, Ricardova věštkyně (5. díl)                  |
| Carlos Carrasco         | Jack, Lynnův známý a Domův potenciální investor (6. a 8. díl)  |
| Richard Conti           | Randy, Lynnův známý a Domův potenciální investor (6. a 8. díl) |
| Kimberley Leggová       | Bethany, Owenova kamarádka (6. díl)                            |
| Jeremy Kahn             | doručovatel květin (6. díl)                                    |
| Tyler Agajan            | chlapík z Grindru v parku (6. díl)                             |
| Scott Evans             | Cody Heller, svatebčan a Patrickův soused z dětství (7. díl)   |
| Kelli Garnerová         | Megan Murrayová, Patrickova sestra (7. a 17. díl)              |
| Julia Duffyová          | Dana Murrayová, Patrickova matka (7. a 17. díl)                |
| Anthony Veneziale       | Gus, novomanžel Patrickovy sestry Megan (7. díl)               |
| Richard Gross           | Phil Murray, Patrickův otec (7. díl)                           |
| Darryl Fong             | svatební fotograf (7. díl)                                     |
| John Johnson            | svatební fotograf (7. díl)                                     |
| Matthew Risch           | Matthew, Lynnův kamarád s výhodami (8., 11. a 12. díl)         |

#### Od 2. řady
| Brian Gattas           | „víla“ na lesní party (9. díl)                                          |
| Adrian Anchondo        | Adrian, mládenec v čepici na lesní party (9. díl)                       |
| Anthony Hill           | Robert, Domův kluk na jednu noc (9. díl)                                |
| Chris Perfetti         | Brady, Richieho pozdější přítel (10., 12., 14. a 16. díl)               |
| Jennifer Fosterová     | Kyah, Richieho kamarádka (10. a 14. díl)                                |
| Jhoni Marchinková      | Noelle, hlas v telefonické zdravotní poradně (10. díl)                  |
| Amy York Rubinová      | Meredith, Patrickova kolegyně z firmy (11., 13. a 16. díl)              |
| Eva Chao               | trenérka ragby (11. díl)                                                |
| Bacilio Mendez II.     | hráč ragby (11. díl)                                                    |
| Lisa Malletteová       | pokladní (11. díl)                                                      |
| Mawill Hauser          | Dustin, transgender klient podpůrného centra (12. a 14. díl)            |
| Ken Essa               | Freddie, transgender klient podpůrného centra (12. a 14. díl)           |
| Lily Rubensteinová     | Chloe, transgender klient podpůrného centra (12. díl)                   |
| Tanya Saracho          | Ceci, Richieho sestra (13. díl)                                         |
| Jesse Garcia           | Hector, Richieho známý (13. díl)                                        |
| Ni Ching               | Sammi, transgender klientka podpůrného centra (13., 14., 17. a 18. díl) |
| Michael Padilla        | malý Mexičánek (13. díl)                                                |
| Eliot Chang            | James, muž v masce Legolase na halloweenské party (14. díl)             |
| Kelli Crumpová         | sexy ďáblík na halloweenské party (14. díl)                             |
| Landon Warren          | Jeremy (14. díl)                                                        |
| Mary Kay Placeová      | Sarah, Dorisina teta (15. díl)                                          |
| Hayes MacArthur        | Barry Foster, Domův a Dorisin dávný známý z Modesta (15. díl)           |
| Charlyne Yi            | pokladní rychlého občerstvení v Modestu (15. díl)                       |
| Evan Fowler            | barman gay klubu v Modestu (15. díl)                                    |
| Robert Noble           | Henry (15. díl)                                                         |
| Dick Martin            | kněz na pohřbu (15. díl)                                                |
| Gabe Liedman           | Brent, autor mobilní aplikace na GaymerX (16. díl)                      |
| George Chen            | videoherní hráč na GaymerX (16. díl)                                    |
| Matt Conn              | konferenciér veletrhu GaymerX (16. díl)                                 |
| Christine Estabrooková | realitní makléřka (17. díl)                                             |
| Joel Steingold         | Greg, pracovník podpůrného centra (17. a 18. díl)                       |
| Joel Tremblay          | prodejce matrací (17. díl)                                              |
| Terry Brown            | zaměstnanec ZOO (17. díl)                                               |
| Wesley Taylor          | Milo, Kevinův soused a Jakeův přítel (18. díl)                          |
| Sean Maher             | Jake, Kevinův soused a Milův přítel (18. díl)                           |
| Arthur Napiontek       | účastník párty u Mila a Jakea (18. díl)                                 |
| Tom Berklund           | účastník párty u Mila a Jakea (18. díl)                                 |

## Seznam dílů
| Řada | Díly | Premiéra v USA                                    | Premiéra v USA                                    | Premiéra v ČR  | Premiéra v ČR  |
| Řada | Díly | První díl                                         | Poslední díl                                      | První díl      | Poslední díl   |
| ---- | ---- | ------------------------------------------------- | ------------------------------------------------- | -------------- | -------------- |
| 1    | 8    | 19. ledna 2014                                    | 9. března 2014                                    | 25. února 2014 | 15. dubna 2014 |
| 2    | 10   | 11. ledna 2015                                    | 22. března 2015                                   | 12. února 2015 | 23. dubna 2015 |
| Film | Film | 2. června 2016 (festival) 23. července 2016 (HBO) | 2. června 2016 (festival) 23. července 2016 (HBO) | 12. srpna 2016 | 12. srpna 2016 |

## Parodie
Na webu Funny or Die vznikla od února do dubna 2014 pětidílná parodie s názvem Not Looking, v níž hlavní čtveřici protagonistů žijících v Los Angeles obsadili Drew Droege, Jason Looney, Justin Martindale a Jeremy Shane. V březnu 2015 byla ohlášena její pětidílná řada, složená opět z pěti několikaminutových dílů a publikovaná v srpnu a září téhož roku.